# ワールドグランプリ八百長問題
ワールドグランプリ八百長問題は1998年7月に発覚した、1993年バレーボール・ワールドグランプリの試合でバレーボール日本女子代表監督らが八百長疑惑を持たれた問題である。

## 概要
1993年に台北市（中華民国）で行われた第1回バレーボール・ワールドグランプリで、全日本女子の監督やコーチらが同大会の決勝リーグ進出をかけたドイツ戦に勝利するために、試合の前にドイツの監督に接触し、謝礼をほのめかした。結局試合は日本が勝ち、100万円の謝礼を準備していたが、ドイツ監督は謝礼を求めなかった。
日本バレーボール協会は1998年7月30日に理事会を開き疑惑を招くような言動があったとして認定した。重視されたのは次の3点である。
1. 試合前に対戦国スタッフに面会したこと。
2. 軽いジョークであったが八百長を画策するような言動があったこと。
3. それを相手国監督に伝えたこと。

その結果、関与した米田一典（当時監督）、達川実（当時コーチ）、荒木田裕子（当時アナリスト）の3人を厳重注意処分とし、当分の間、協会役員としての資格停止を決めた。これにより女子強化委員を務めていた達川は同日付で解任された。
同協会では、本件のごとき問題の再発防止策を急遽取りまとめることになった。